# Vern Cotter

a Compétitions nationales et continentales officielles uniquement.

Dernière mise à jour le 21 septembre 2019.
Anthony Vernon Cotter, dit Vern Cotter, né le 27 janvier 1962, est un joueur et entraîneur néo-zélandais de rugby à XV.
Après avoir été entraîneur des avants chez les Crusaders, avec deux titres lors des Super 12 de 2005 et Super 14 de 2006, il devient entraîneur de l'ASM Clermont Auvergne, club qu'il conduit à un titre européen, le Challenge européen en 2007 puis au premier titre de Champion de France de l'histoire du club, en 2010. En mai 2014, il prend en charge la direction de l'équipe d'Écosse, poste qu'il occupe jusqu'en 2017. Il retrouve ensuite le championnat de France en prenant la direction du club de Montpellier durant deux saisons. En 2020, il est nommé sélectionneur de l'équipe des Fidji, poste dont il démissionne en Janvier 2023 arguant une situation de xénophobie. Il devient entraîneur des Auckland Blues en Juillet 2023.

## Biographie

### Joueur
Après dix années passées à évoluer en tant que troisième ligne centre pour les Manukau RU de la province des Counties Manukau au Sud d’Auckland, il rejoint la France, dans le club du FCS Rumilly, en Haute-Savoie. Il rejoint ensuite le club du FC Lourdes. Après un passage à AS Saint-Junien et à Dunkerque, il revient à Lourdes, puis rejoint l'US Castelnau-Madiran où il évolue en tant qu'entraîneur-joueur. À la suite de soucis familiaux, il retourne en Nouvelle-Zélande en 1999.

### Entraîneur en Nouvelle-Zélande
Entraîneur du club de Bay of Plenty, il remporte avec celui-ci Ranfurly Shield en 2004, obtenant également le titre d'entraîneur néo-zélandais de l'année. Il parvient également en demi-finale du Championnat National des Provinces, plus communément désigné sous le sigle NPC, s'inclinant face à Canterbury.
Il intègre la franchise des Crusaders en tant qu'entraîneur des avants, disputant la finale du Super 12, puis remportant deux fois cette compétition, en 2005 et 2006.
En mars 2006, il annonce qu'il rejoint le club français de Clermont qui évolue en Top 14. Le contrat est de deux ans, avec une option pour une année supplémentaire.

### Clermont

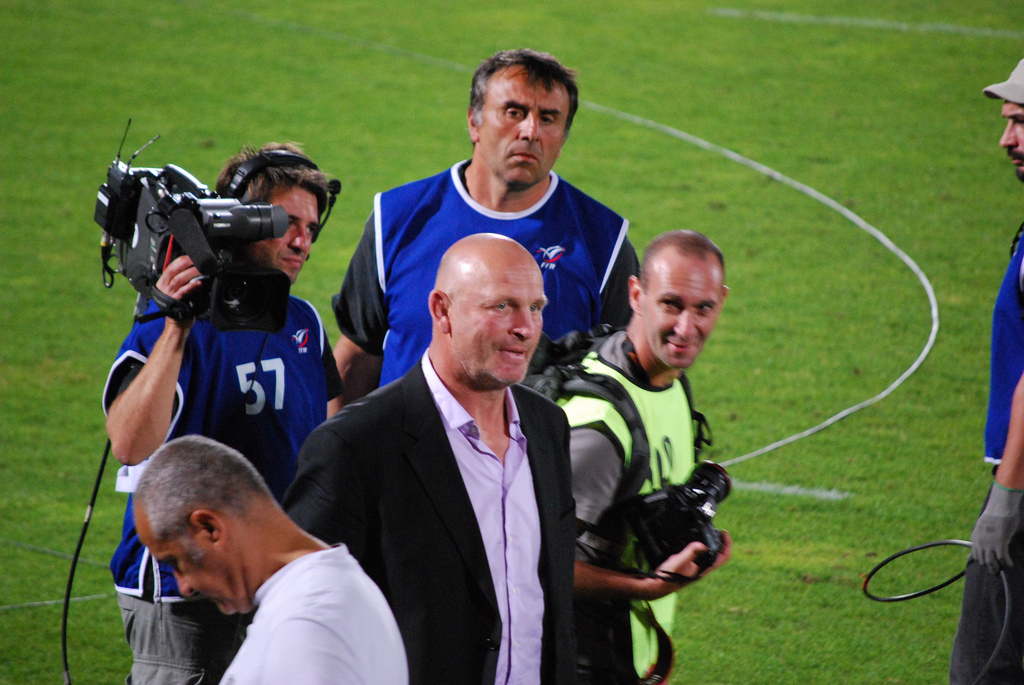
Vern Cotter après la demi-finale remportée face au Stade toulousain en 2009.

Vern Cotter arrive à l'ASM Clermont Auvergne pour la saison 2006-2007. Jusqu'alors, le club, qui a un budget élevé, n'a pas des résultats à la hauteur de ses espérances et change très régulièrement d'entraîneur (sept entraîneurs en sept saisons entre 2000 et 2006). Dès sa première saison, Cotter conduit son équipe à un titre, en remportant le Challenge européen en s'imposant en finale face au club anglais de Bath. En Top 14, Cotter amène une équipe, huitième la saison précédente avec sensiblement la même équipe type, à la finale championnat de France. Bien que menant 9 à 0 à la mi-temps, puis 18 à 16 à la 73e minute, Clermont s'incline face au Stade français sur le score de 23 à 18. Selon l'ailier international Julien Malzieu, 
« Vern Cotter a apporté une grosse rigueur. À l'époque, il y avait un groupe de qualité mais peut-être que les joueurs ne s'investissaient pas assez... Le coach est arrivé, a recadré tout le monde, ça a été dur au début, je ne le cache pas, mais on ne regrette pas, parce que aujourd'hui, on est à un très haut niveau. ».
L'année suivante, il est rejoint par un autre entraîneur néo-zélandais, Joe Schmidt, avec qui il a déjà contribué avec le club de Bay of Plenty. l'équipe mène le championnat de bout en bout, mais elle échoue à nouveau en finale, cette fois contre le Stade toulousain. En 2008-2009, après une première partie de saison de championnat passable, où les Jaunards peinent à reproduire à l'extérieur ce qu'ils produisent à domicile, ils finissent malgré tout en boulet de canon, écartent Toulouse en demi-finale et jouent une finale inédite contre les Catalans de Perpignan qui courent après le bouclier depuis 55 ans. Malgré sa domination en première mi-temps, l'ASM ne parvient pas à creuser l'écart et perd 22-13 finalement.
Lors de la saison suivante de Top 14, Vern Cotter conduit Clermont à la onzième finale du championnat de son histoire, remportant le premier Bouclier de Brennus en battant Perpignan sur un score de 19 à 6. Joe Schmidt, qui avait annoncé son départ plus tôt dans la saison, quitte le club pour la franchise irlandaise du Leinster. Il est remplacé au sein de l'encadrement technique par Franck Azéma.

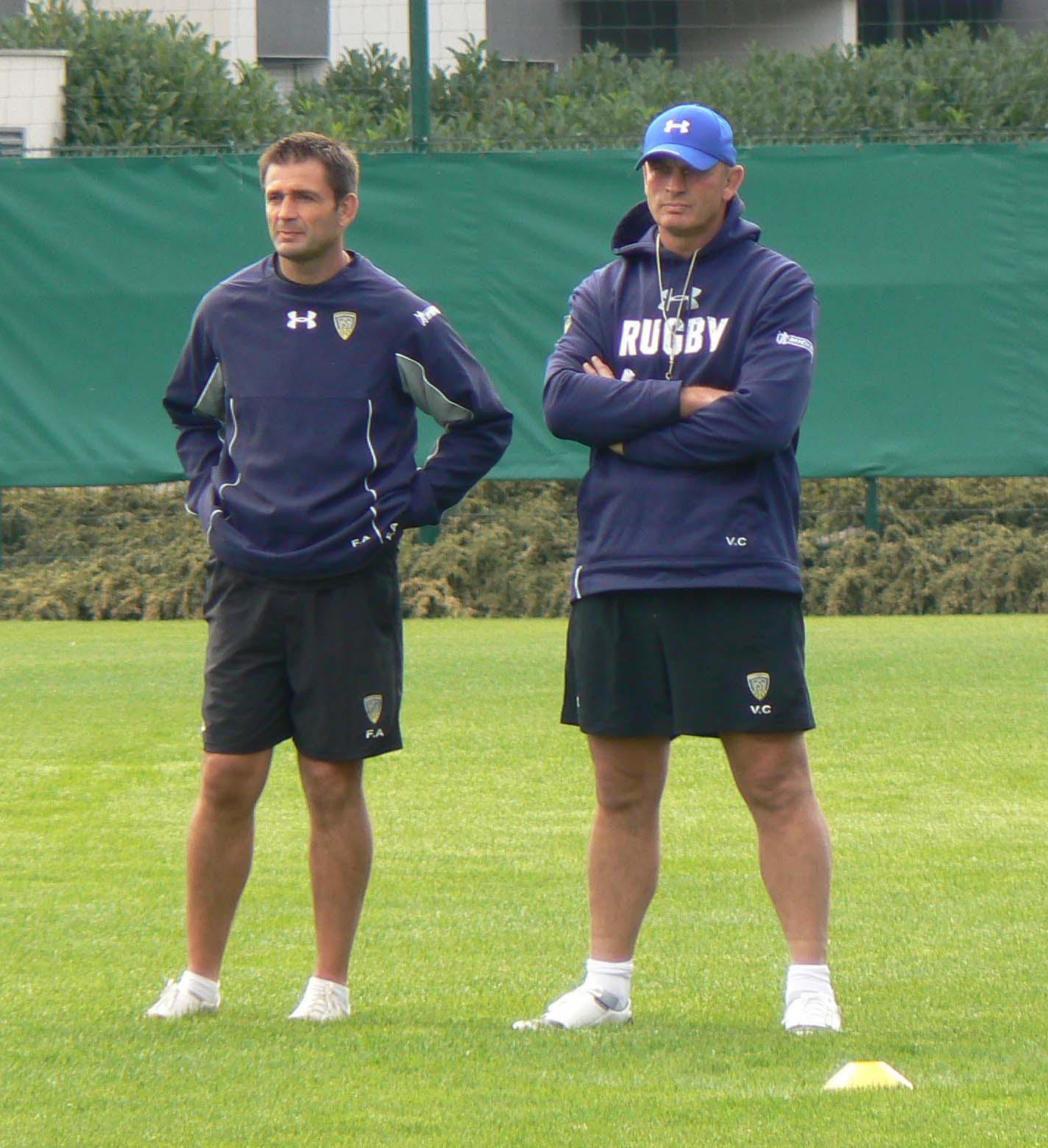
Franck Azéma et Vern Cotter

Après la coupe du monde 2011 remportée par la Nouvelle-Zélande, il figure parmi les derniers candidats retenus par la fédération néo-zélandaise pour succéder à Graham Henry à la tête des All Blacks, poste finalement attribué à Steve Hansen adjoint de ce dernier. En janvier 2012, il est également annoncé comme un possible remplaçant à Stuart Lancaster à la tête de l'Angleterre. Alors qu'une éventuelle collaboration de Joe Schmidt et Vern Cotter est souvent évoquée pour succéder à Declan Kidney au poste d'entraîneur de l'Irlande, il annonce en avril 2013 qu'il n'est pas candidat.
Le 26 mai 2013, il annonce qu'il quittera l'ASM Clermont Auvergne à l'issue de la saison 2013-2014, date de l'expiration de son contrat pour prendre ensuite le rôle de sélectionneur de l'équipe d'Écosse à partir de juin 2014 et pour un contrat reconductible de deux ans, au cours duquel il mènera l'équipe d'Écosse lors de la coupe du monde 2015.
Lors de la saison 2012-2013, Clermont, invaincu lors de la phase de poule, atteint la finale de coupe d'Europe après des victoires face à Montpellier puis le Munster. En finale, Clermont s'incline face à un autre club français, le RC Toulon. En championnat de France, le club s'incline en demi-finale face au Castres olympique.
Pour sa dernière saison à la tête du club auvergnat, en 2013-2014, son équipe est demi-finaliste de la Coupe d'Europe, battue 46 à 6 par les Saracens, puis s'incline lors des barrages du Top 14 face à Castres, défaite concédée à domicile, ce qui met également un terme à l’invincibilité de l'équipe sur son terrain.
Au terme de ses huit saisons avec Clermont, son bilan est de deux titres remportés, le Challenge européen en 2007 et le titre de champion de France en 2010, trois autres finales du championnat et une finale de la Coupe d'Europe. Son bilan est de 188 victoires, 8 nuls, 87 défaites en 283 rencontres.

### Équipe d’Écosse
Sa première rencontre à la tête de la sélection écossaise, en juin 2014 face aux États-Unis, se solde par une victoire 24 à 6 à Houston, puis il remporte ensuite un match contre le Canada sur le score de 19 à 17. Après une victoire en Argentine sur les Pumas sur le score de 21 à 19, il concède sa première défaite avec la sélection écossaise face aux Springboks sur le score de 55 à 6.
Désirant insuffler à son équipe un jeu offensif, qui impose sa volonté à son adversaire, il fait appel, dans le cadre des tests du mois de novembre, à trois figures du rugby écossais et des Lions, Jim Telfer, Ian McGeechan et Andy Irvine. Cette tournée débute par une victoire face à l'Argentine, sur le score de 41 à 31, puis par une défaite de peu face aux All Blacks sur le score de 24 à 16. Avec cinq essais, comme lors du match face aux Argentins, l'équipe écossaise s'impose la semaine suivante face aux Tonga sur le score de 37 à 12. Après avoir redonné un peu de fierté à son équipe grâce à ses résultats, Cotter doit toutefois subir des revers lors du Tournoi des Six Nations 2015 : après des défaites face aux Français au Stade de France, puis face au pays de Galles au Millennium Stadium, l'Écosse concède une défaite face aux Italiens à Murrayfield, sa cinquième défaite à domicile consécutive dans le Tournoi, record qui datait depuis 61 ans avec la période 1951-1954. Sa dernière victoire à Murrayfield pour un match du Tournoi date du 24 février 2013 face à l'Irlande. Avec deux nouvelles défaites face à l'Angleterre et l'Irlande, l'Écosse concède la Cuillère de bois.
Malgré ce bilan, la Fédération écossaise lui reconduit son contrat pour une année supplémentaire, portant ainsi le terme du contrat à la fin du Tournoi des Six Nations 2017. L'Écosse dispute quatre rencontres dans le cadre de sa préparation à la Coupe du monde, une défaite en Irlande, deux victoires face à l'Italie et une défaite en France. Elle dispute son premier match de la compétition face au Japon, qui vient de réaliser quatre jours plus tôt l'exploit de battre les favoris de la poule, l'Afrique du Sud.
Les Écossais s'imposent 45 à 10, puis battent les États-Unis. Face aux Springboks, ils s'inclinent sur le score de 34 à 16. Une victoire 36 à 33 face à l'équipe des Samoa permet à la sélection de Vern Cotter d'obtenir sa qualification pour les quarts de finale. Opposée à l'Australie, l'Écosse mène de deux points lorsque l'arbitre Craig Joubert accorde une pénalité aux Australiens pour un en-avant repris en position de hors-jeu, pénalité transformée par Bernard Foley qui obtient la qualification pour son équipe.
World Rugby reconnait quelques jours plus tard que l'arbitre a fait une erreur avec cette décision.
Après deux défaites, à Murrayfield face aux Anglais, puis à Cardiff face aux Gallois, Vern Cotter obtient sa première victoire dans le tournoi lors de la troisième journée de l'édition 2016 où l'Écosse, après neuf défaites consécutives dans cette compétition, dont sept sous la direction de son entraîneur néo-zélandais, s'impose 36 à 20 à Rome face à l'Italie,. l'Écosse se rend en juin au Japon pour deux tests, deux victoires 26 à 13 et 21 à 16.
En août 2016, la  Fédération écossaise annonce que le contrat de Vern Cotter ne sera pas reconduit au-delà de juin 2017, le rôle de sélectionneur étant confié à Gregor Townsend. En septembre de la même année, le club de Montpellier officialise l'arrivée de Vern Cotter à partir de la saison 2017-2018, en remplacement de Jake White. Lors des tests de novembre, la sélection écossaise est proche de la victoire face à l'Australie, défaite 22 à 23, avant deux victoires face à l'Argentine et la Géorgie. Lors de la dernière compétition disputée avec Vern Cotter à sa tête, l'Écosse termine à la quatrième place du tournoi 2017, avec le même nombre de points que l'Irlande deuxième et la France troisième : trois victoires à domicile contre l'Irlande, le pays de Galles et l'Italie et deux défaites contre la France et l'Angleterre. Au terme de son contrat, il présente un bilan de 19 victoires en 36 -matchs, soit 53% de victoires. Celui-ci est le plus élevé depuis le début de l'ère professionnelle pour un sélectionneur écossais. C'est également le meilleur bilan depuis Ian McGeechan durant sa période de 1988 à 1993.
En 2017, il est nommé entraîneur des Barbarians qui affrontent l'Angleterre le 28 mai à Twickenham puis l'Ulster à Belfast le 1er juin.

### Montpellier
Le 9 novembre 2016, Montpellier annonce que Cotter sera épaulé par deux adjoints : Nathan Hines, responsable des avants, et Alex King, responsable des trois-quarts. Nathan Hines joua sous les ordres de Cotter à Clermont de 2011 à 2014, avant d'intégrer son staff de 2015 à 2017 en équipe d'Écosse. Alex King joua lui une seule saison sous ses ordres en 2007-2008, puis intègre le staff clermontois de 2008 à 2013.
Après sept demi-finales disputées avec Clermont sur huit possibles durant la période de 2006 à 2014, il permet à sa nouvelle équipe de se qualifier pour les demi-finales lors sa première saison à sa tête après une saison régulière terminée à la première place. Montpellier s'impose face au Lyon OU sur le score de 40 à 14. Malgré un statut de favori, son équipe s'incline en finale face au Castres olympique sur le score de 29 à 13.
En 2019, il accepte la proposition de son président Mohed Altrad de prendre du recul sur l'entraînement pour prendre le poste de directeur du rugby et laisser celui d'entraîneur principal à Xavier Garbajosa. Il est chargé de superviser le projet rugbystique global du club en travaillant notamment sur le sponsoring, les contacts avec les partenaires, le développement du centre de formation ou la mise en place d’une cellule de recrutement. Il quitte son poste en 2020 pour devenir sélectionneur des Fidji.

### Fidji
Le 28 janvier 2020, il est nommé sélectionneur de l'équipe de rugby à XV des Fidji. Il doit diriger son premier match le 4 juillet 2020 contre les Tonga.
Le 2 février 2023, il démissionne de son poste pour des raisons personnelles : il estime être victime de xénophobie à la suite de changements politiques sur l'archipel. Sous sa direction, la sélection fidjienne dispute dix tests, obtenant quatre victoires face à la Géorgie, les Tonga et l'Espagne.

### Blues
En juin 2023, il est nommé entraîneur des Blues en Super Rugby à partir de la saison 2024.
Il rejoint le 7 août 2023 le staff de l'équipe de Roumanie en tant que consultant pour la Coupe du monde. Il rejoindra ensuite les Blues en Nouvelle-Zélande. Dès la première saison, les Blues remportent le Super Rugby en battant les Chiefs 41 à 10 en finale.

## Carrière de joueur
- 1980-1990 :  Counties Manukau Rugby Union
- 1990-1992 :  FCS Rumilly
- 1992-1996 :  FC Lourdes
- 1996-1997 :  AS Saint-Junien
- 1997-1998 :  FC Lourdes
- 1998-1999 :  US Castelnau-Madiran
- Puis retour en Nouvelle-Zélande

## Carrière d'entraîneur

### En club
En 2004, Vern Cotter remporte avec la province néo-zélandaise de Bay of Plenty le Ranfurly Shield, qu'ils parviennent à conserver lors d'une unique rencontre,.
En 2024, il remporte le Super Rugby avec la franchise des Blues, avec le plus grand score jamais marqué lors d'une finale (41-10).
| Saison      | Club                  | Division    | Poste      | Classement  | Coupe d'Europe  | Challenge européen |
| ----------- | --------------------- | ----------- | ---------- | ----------- | --------------- | ------------------ |
| 2004        | Crusaders             | Super 12    | Avants     | Finale      | n/a             | n/a                |
| 2005        | Crusaders             | Super 12    | Avants     | Champion    | n/a             | n/a                |
| 2006        | Crusaders             | Super 14    | Avants     | Champion    | n/a             | n/a                |
| 2006 - 2007 | ASM Clermont Auvergne | Top 14      | Manager    | Finale      | —               | Vainqueur          |
| 2007 - 2008 | ASM Clermont Auvergne | Top 14      | Manager    | Finale      | Phase de poules | —                  |
| 2008 - 2009 | ASM Clermont Auvergne | Top 14      | Manager    | Finale      | Phase de poules | —                  |
| 2009 - 2010 | ASM Clermont Auvergne | Top 14      | Manager    | Champion    | Quart de finale | —                  |
| 2010 - 2011 | ASM Clermont Auvergne | Top 14      | Manager    | Demi-finale | Phase de poules | Demi-finale        |
| 2011 - 2012 | ASM Clermont Auvergne | Top 14      | Manager    | Demi-finale | Demi-finale     | —                  |
| 2012 - 2013 | ASM Clermont Auvergne | Top 14      | Manager    | Demi-finale | Finale          | —                  |
| 2013 - 2014 | ASM Clermont Auvergne | Top 14      | Manager    | Barrages    | Demi-finale     | —                  |
| 2017 - 2018 | Montpellier HR        | Top 14      | Manager    | Finale      | Phase de poules | —                  |
| 2018 - 2019 | Montpellier HR        | Top 14      | Manager    | Barrages    | Phase de poules | —                  |
| 2024        | Blues                 | Super Rugby | Head Coach | Champion    | n/a             | n/a                |

### En sélection
| Année | Sélection | Poste         | Tournoi                  | Coupe du monde            | Classement World Rugby en fin d'année |
| ----- | --------- | ------------- | ------------------------ | ------------------------- | ------------------------------------- |
| 2014  | Écosse    | Sélectionneur | Six Nations – X          | n/a                       | 8e                                    |
| 2015  | Écosse    | Sélectionneur | Six Nations – 6e         | Quart de finale (détails) | 9e                                    |
| 2016  | Écosse    | Sélectionneur | Six Nations – 4e         | n/a                       | 7e                                    |
| 2017  | Écosse    | Sélectionneur | Six Nations – 4e         | n/a                       | 5e                                    |
| 2020  | Fidji     | Sélectionneur | n/a                      | n/a                       | 11e                                   |
| 2021  | Fidji     | Sélectionneur | n/a                      | n/a                       | 11e                                   |
| 2022  | Fidji     | Sélectionneur | Pacific Nations Cup – 3e | n/a                       | 14e                                   |
| 2023  | Roumanie  | Consultant    | —                        | 5e de la poule B          | ?                                     |

## Palmarès

### En tant qu'entraîneur
Avec l'Écosse
- Centenary Quaich (1) : 2017

Avec l'ASM Clermont Auvergne :

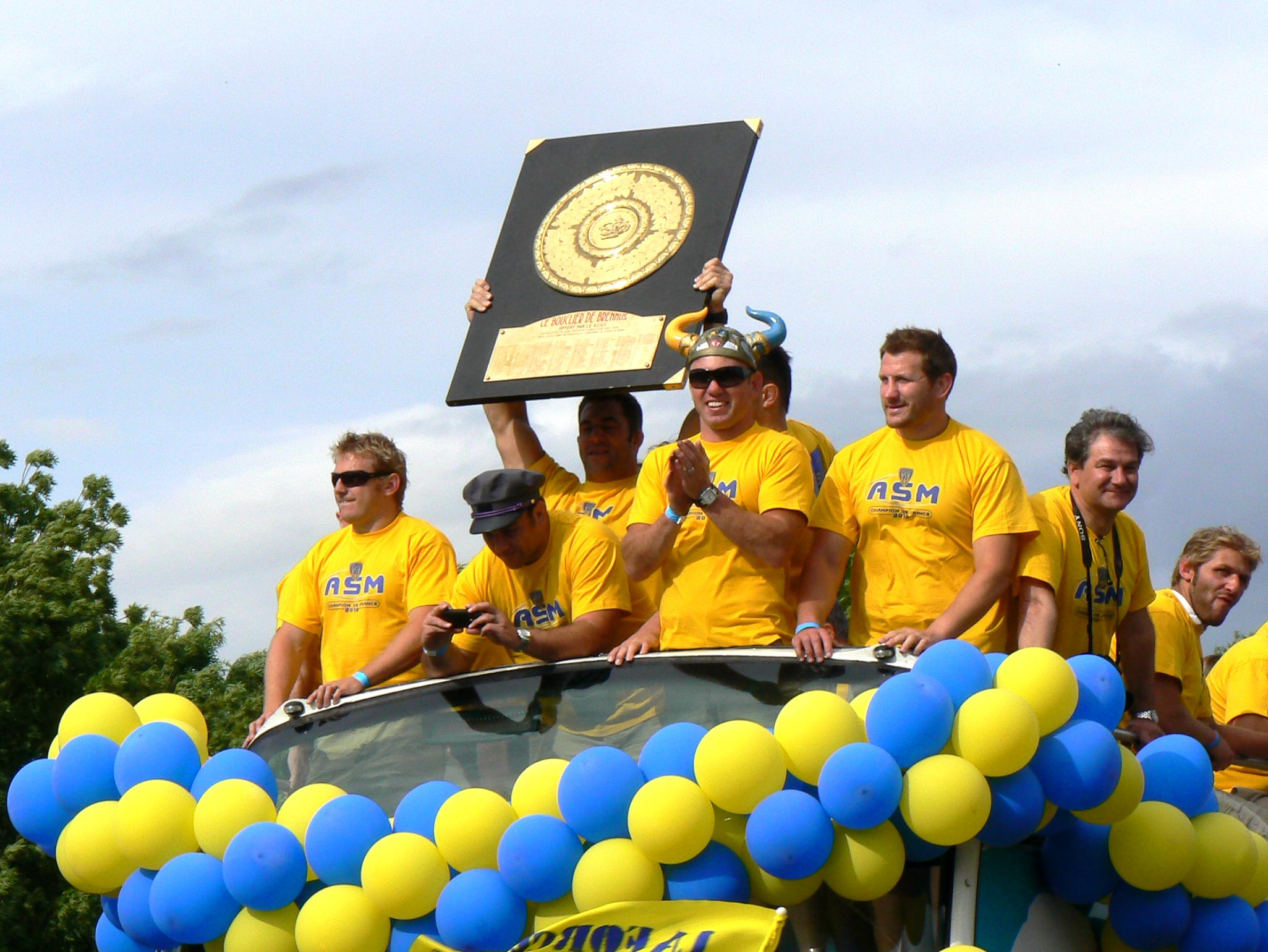
L'ASM Clermont Auvergne remporte le Bouclier de Brennus en 2010 sous ses ordres.

- Vainqueur du Challenge européen (1) : 2007
- Champion de France (1) : 2010
- Vice-champion de France (4) : 2007, 2008, 2009, 2018
- Vice-champion d'Europe : 2013

Avec les Crusaders :
- Vainqueur du Super Rugby (2) : 2005, 2006

Avec les Blues :
- Vainqueur du Super Rugby (1) : 2024

Avec Bay of Plenty :
- Vainqueur de la Ranfurly Shield en 2004 (conservé un match)

### En tant que joueur
Avec le FCS Rumilly :
- Vice-Champion de France de 1re division groupe B en 1991

Avec le FC Lourdes :
- Finaliste du Challenge Antoine Béguère en 1994,
- Champion de France groupe B en 1995.

## Distinctions
- Élu meilleur entraîneur du National Provincial Championship en 2004
- Élu meilleur staff d'entraîneur (avec Joe Schmidt) du Top 14 2009/2010 lors de la Nuit du rugby
- Oscar du Midi olympique  Or en 2010[61] et  Argent en 2007[62]
- Promu le 14 mai 2014 Chevalier dans l'Ordre national du Mérite [63]